# Coeficient binomial
În matematică, coeficienții binomiali sunt coeficienții întregi {\displaystyle \textstyle {n \choose k}} care apar pe lângă termenii din dezvoltarea binomului lui Newton:
{\displaystyle (a+b)^{n}=\textstyle {n \choose 0}a^{n}+{n \choose 1}a^{n-1}b+{n \choose 2}a^{n-2}b^{2}+\cdots +{n \choose n-1}ab^{n-1}+{n \choose n}b^{n}.}
Spre exemplu, pentru {\displaystyle n=4}, deoarece
{\displaystyle (a+b)^{4}=1\times a^{4}+4\times a^{3}b+6\times a^{2}b^{2}+4\times ab^{3}+1\times b^{4},}
avem {\displaystyle \textstyle {4 \choose 0}=1}, {\displaystyle \textstyle {4 \choose 1}=4}, {\displaystyle \textstyle {4 \choose 2}=6}, {\displaystyle \textstyle {4 \choose 2}=6}, {\displaystyle \textstyle {4 \choose 3}=4} și {\displaystyle \textstyle {4 \choose 2}=1.} Aranjate într-un tablou, acești coeficienți formează triunghiul lui Pascal.
|       | k = 0 | k = 1 | k = 2 | k = 3 | k = 4 | k = 5 | ... |
| n = 0 | 1     | 0     | 0     | 0     | 0     | 0     | ... |
| n = 1 | 1     | 1     | 0     | 0     | 0     | 0     | ... |
| n = 2 | 1     | 2     | 1     | 0     | 0     | 0     | ... |
| n = 3 | 1     | 3     | 3     | 1     | 0     | 0     | ... |
| n = 4 | 1     | 4     | 6     | 4     | 1     | 0     | ... |

Coeficientul binomial {\displaystyle \textstyle {n \choose k}} este egal cu numărul de k-combinări de n elemente, adică cu numărul de moduri de a lua k elemente distincte printre n, fără ordine. Din acest motiv, notația {\displaystyle \textstyle {n \choose k}} se citește „n luate câte k”.
Coeficienții binomiali pot fi exprimați compact cu numere factoriale, drept
{\displaystyle {n \choose k}={\frac {n!}{k!\,(n-k)!}}.}
unde {\displaystyle n!=1\times 2\times 3\times \cdots \times n} este numărul „factorial n”.
Coeficienții binomiale au un rol important în multe ramuri ale matematicii, mai ales în combinatorică și în domenii legate.

## Notații
Notația cea mai comună pentru coeficientul binomial „n luate câte k” este notația {\displaystyle \textstyle {n \choose k},} introdusă de matematicianul austriac Andreas von Ettingshausen în 1826.  Însă, există și notația
{\displaystyle C_{n}^{k}={n \choose k}={\frac {n!}{k!\,(n-k)!}},}
care istoric a fost mai comună în lumea francofonă și rusofonă.
Ambele notații sunt listate în standardul ISO 80000-2.

## Proprietății
O proprietate importantă a coeficienților binomiali este formula lui Pascal: pentru orice {\displaystyle n\geq 0} și {\displaystyle k\geq 0} întregi, 
{\displaystyle {n \choose k}+{n \choose k+1}={n+1 \choose k+1}}
Această formulă rămâne valabilă pentru {\displaystyle k\geq n}, deoarece {\displaystyle \textstyle \forall j>n,\;{n \choose j}=0.}